# Cathartes emsliei
Cathartes emsliei is een uitgestorven gier die in het Laat-Pleistoceen en Vroeg-Holoceen op Cuba leefde. Het is alleen bekend uit een reeks fossielen die in het westen van Cuba zijn gevonden. De fossielen werden voornamelijk gevonden in grotten of quartaire asfaltafzettingen. Het is aanzienlijk kleiner dan de huidige Cathartes aura. Het is waarschijnlijk uitgestorven tijdens het Holoceen na het uitsterven van de Cubaanse megafauna uit het Pleistoceen waarmee hij zich zou hebben gevoed, in combinatie met het verlies van de open savannes die het zou hebben bewoond. 

## Fossiele vondst
Fossielen van Cathartes emsliei zijn gevonden in de asfaltmeren van Las Breas de San Felipe op Cuba en in de grotten Cueva de Sandoval en Cueva del Indio. 

## Kenmerken
Cathartes emsliei was een kleine soort uit het geslacht Cathartes en sommige exemplaren waren kleiner dan de hedendaagse kleine geelkopgier.

## Uitsterven
Door het verdwijnen van de megafauna en de open leefgebieden zoals savannes op Cuba stierf Cathartes emsliei rond 5.000 jaar geleden uit, net als de Cubaanse condor Gymnogyps varonai.